# Nižné Nemecké
Nižné Nemecké (Hongaars: Alsónémeti) is een Slowaakse gemeente in de regio Košice, en maakt deel uit van het district Sobrance.
Nižné Nemecké telt 328 inwoners.